# 金押実
金押実（金押實、こんおうじつ）は、『日本書紀』天武紀に現れる新羅人とおもわれる人物。
天武元年（672年）の夏に大海人皇子（後の天武天皇）が壬申の乱の戦を終えて飛鳥の宮へ戻ったあとの11月に、金押実らと筑紫で饗宴したとある。また12月船一隻が新羅客へ賜わられたこと、金押実が帰国することができたことが記されている。